# Vinassan
Vinassan é uma comuna francesa na região administrativa de Occitânia, no departamento de Aude. Estende-se por uma área de 8,96 km². Em 2010 a comuna tinha 2 706 habitantes (densidade: 302 hab./km²).